# Issogne
Issogne est une commune alpine de la Vallée d'Aoste en Italie du Nord.

## Géographie
Le territoire de la commune d'Issogne s'étend sur la droite orographique de la Doire Baltée, sur une superficie de 23,77 km2, pour la plupart occupée par des forêts, à l'envers de la commune de Verrès. Le chef-lieu (localité La place) se trouve à 387 mètres.
En amont du chef-lieu s'étend le vallon de Brenve, traversé par le torrent Beaucqueil.

Localisation de la commune d'Issogne à l'intérieur de la Vallée d'Aoste.

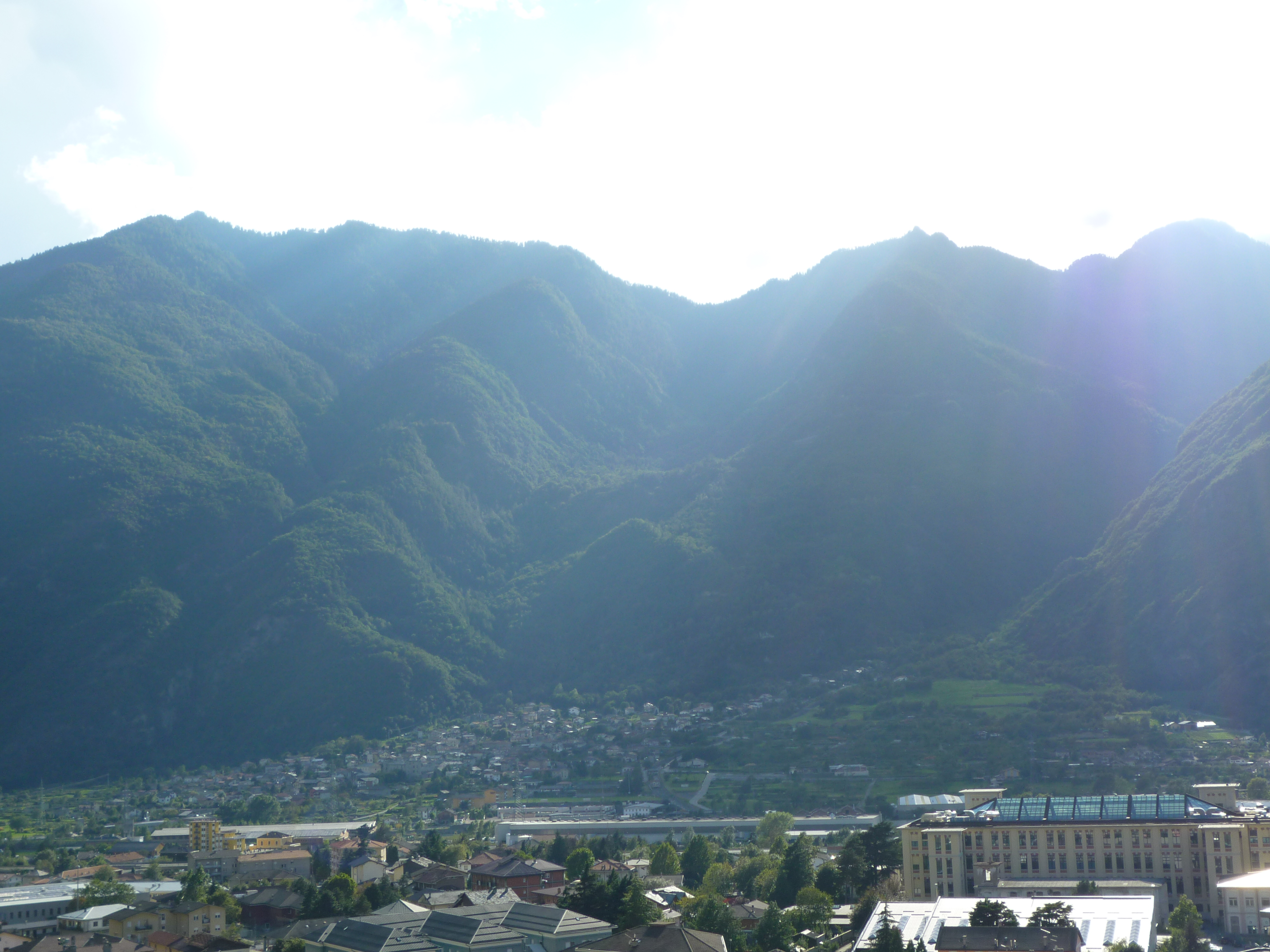
Vue d'Issogne depuis la colline de Verrès. Au premier plan, l'édifice de l'ancienne usine « Brambilla ».

## Monuments et lieux d'intérêt
- Le château d'Issogne, l'un des plus célèbres de la Vallée d'Aoste ;
- La Colombière ;
- La chapelle romane Saint-Solutor, au lieu-dit Fleuran, avec son autel en bois sculpté.

## Personnalités liées à Issogne
- René de Challant - comte de Challant de 1517 à 1565
- Charles Emmanuel Madrus -  8e comte de Challant de 1614 à 1658 et prince-évêque de Trente de 1629 à 1658
- Victor Avondo - peintre turinois, restaurateur du château d'Issogne à la fin du XIXe siècle

## Société

### Évolution démographique
Habitants recensés

## Galerie de photos

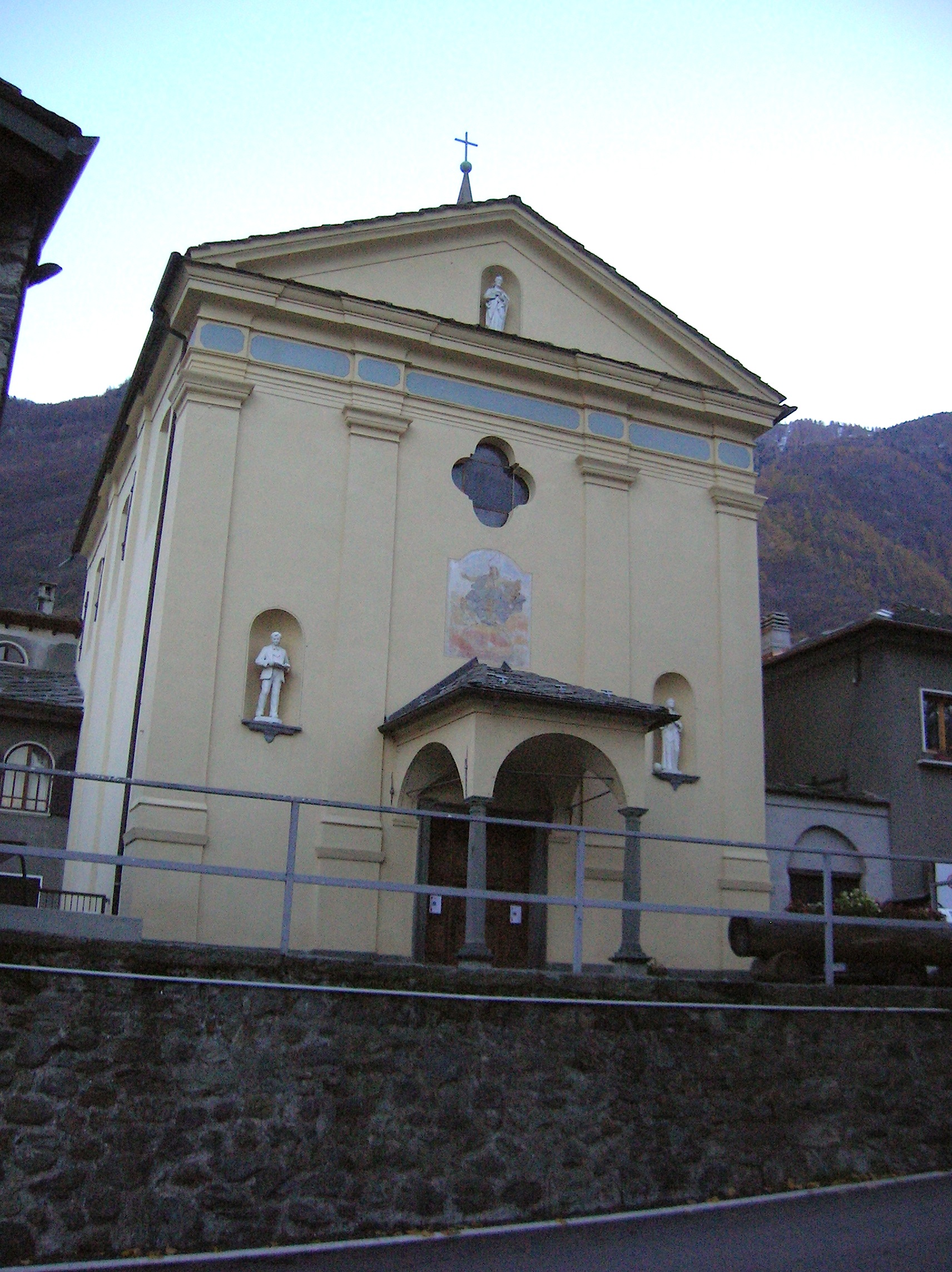
L'église paroissiale Notre-Dame de l'Assomption.
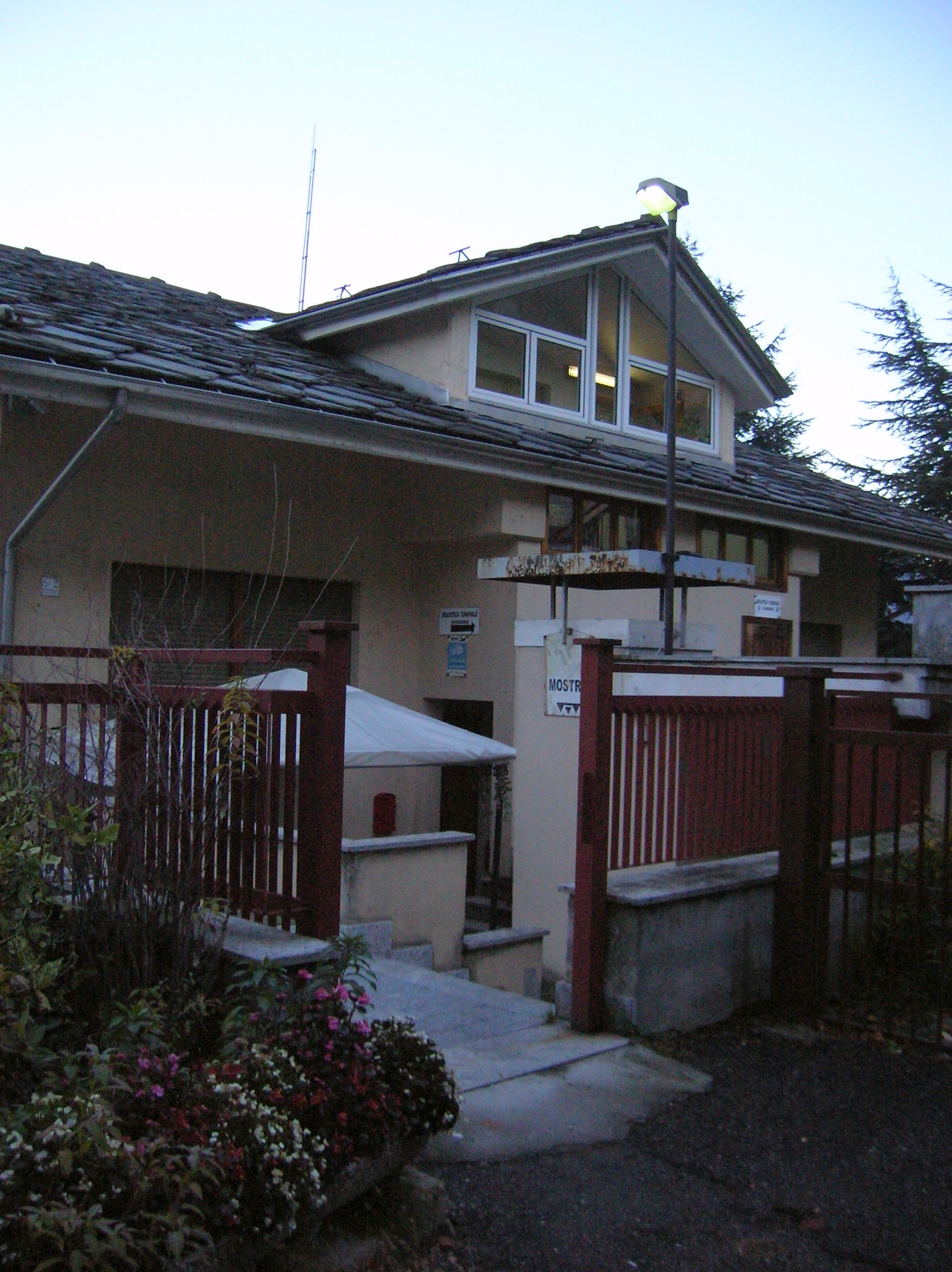
La bibliothèque.
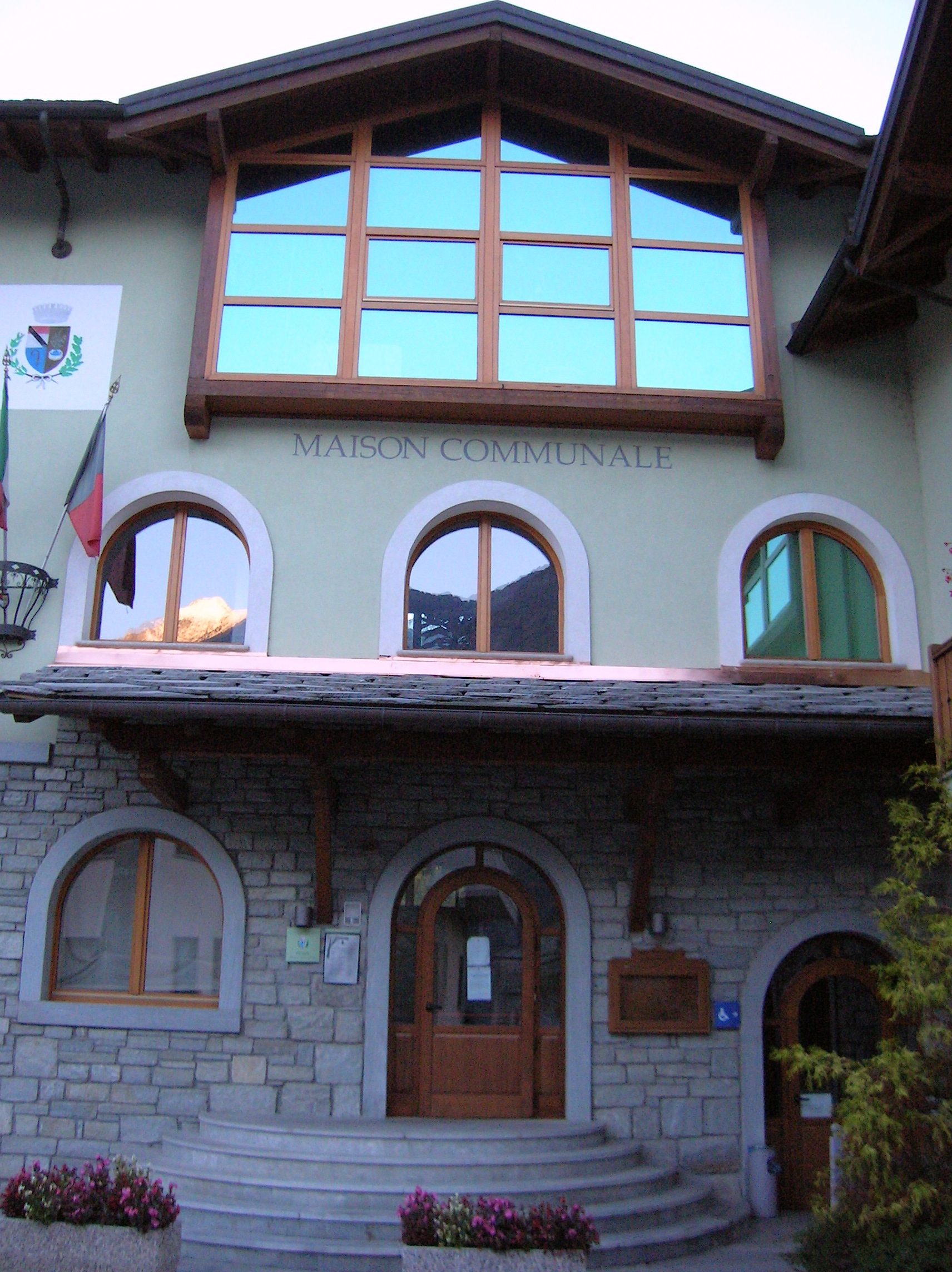
La maison communale.
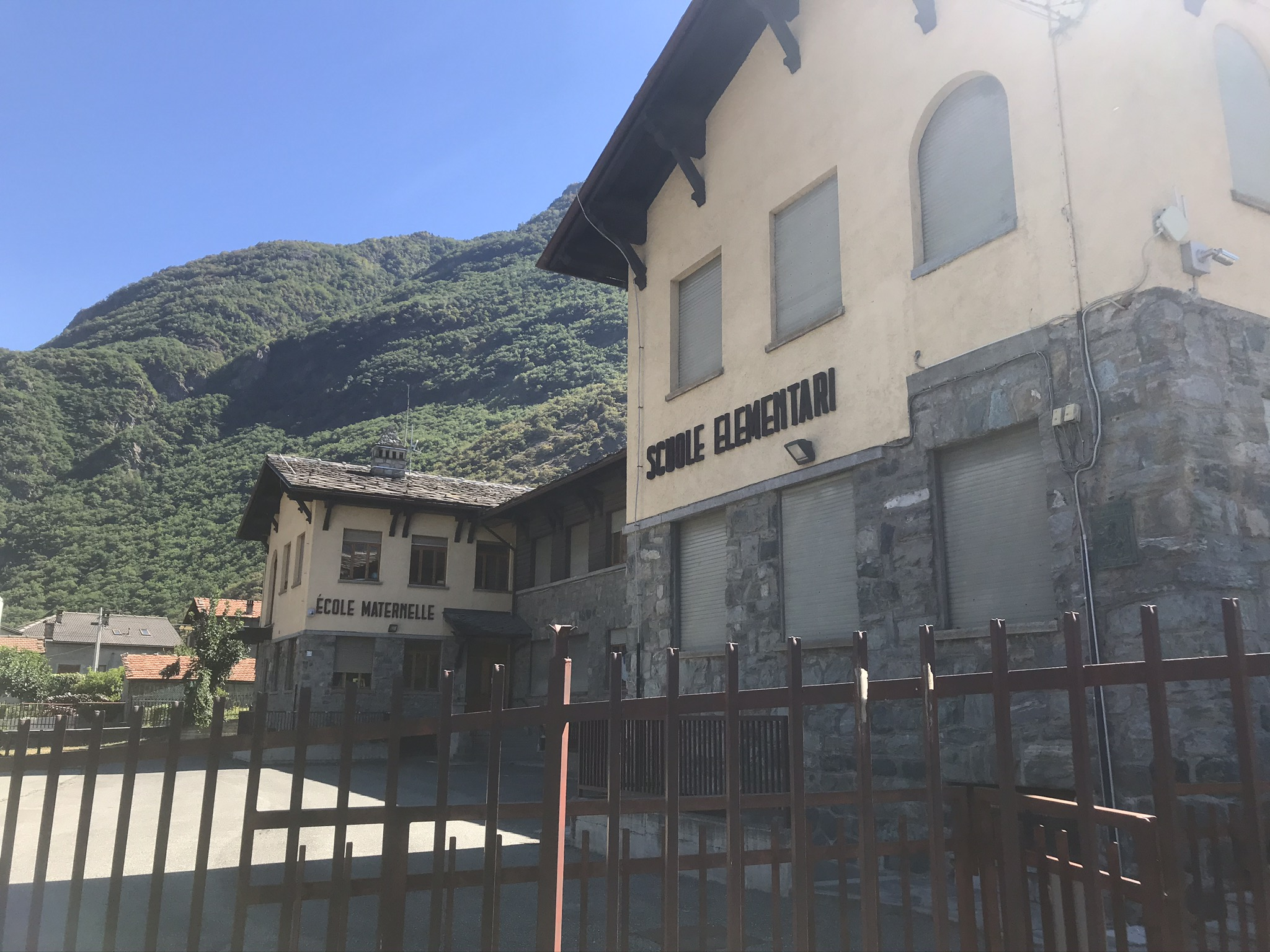
L'école.

## Cuisine
- La Piata (patois issognein pour « plate ») est une pâtisserie typique ;
- Coquelicots et pommes de terre en fricassée ;
- Omelette de houblon (en patois issognein, lavortén) avec polente.

## Sport
Dans cette commune se pratique le palet, l'un des sports traditionnels valdôtains.

## Administration
| Période                                  | Période           | Identité           | Étiquette     | Qualité |
| ---------------------------------------- | ----------------- | ------------------ | ------------- | ------- |
| 9 mai 2005                               | 24 mai 2010       | Luciano Morelli    | Liste civique | Syndic  |
| 24 mai 2010                              | 22 septembre 2020 | Battistino Delchoz | Liste civique | Syndic  |
| 23 septembre 2020                        | En cours          | Patrick Thuégaz    | Liste civique | Syndic  |
| Les données manquantes sont à compléter. |                   |                    |               |         |

### Hameaux
Pied-de-ville, La Colombière, La Place (siège de la maison communale), Les Magaret, Les Perruchon, Follias, Les Genot, Les Migot, Les Garines, Fleuran, Clapeyas, Favaz, Mure, Sommet-de-ville, Barmet, Les Mariette, La Ronchaille Dessus, La Ronchaille Dessous

### Communes limitrophes
Arnad, Champdepraz, Champorcher, Pontboset, Verrès